# سياسة الطاقة النووية بحسب الدولة
السياسة الوطنية للطاقة النووية هي سياسة وطنية تتعلق ببعض أو كل جوانب الطاقة النووية، مثل تعدين الوقود النووي، استخراج ومعالجة الوقود النووي من الخام، توليد الكهرباء باستخدام الطاقة النووية، إثراء وتخزين الوقود النووي المستنفذ وإعادة تدوير الوقود النووي. تتضمن سياسيات الطاقة النووية ترشيد استخدام الطاقة والتزام المعايير المتعلقة بدورة الوقود النووي.
تعمل محطات الطاقة النووية في 31 دولة. تمتلك الصين 32 مفاعلًا جديدًا قيد الإنشاء، وهناك أيضًا عدد كبير من المفاعلات الجديدة قيد البناء في كوريا الجنوبية والهند وروسيا. في الوقت نفسه، سيُغلق ما لا يقل عن 100 مفاعل أقدم وأصغر «على الأرجح خلال السنوات العشر إلى الخمس عشرة القادمة». لذا فإن البرامج النووية الموسعة في آسيا متوازنة من خلال تقاعد المحطات القديمة والتخلص التدريجي من المفاعلات النووية. بلغ مستوى توليد الكهرباء النووية العالمية في عام 2012 أدنى قيمة له منذ عام 1999.
بعد كارثة فوكوشيما النووية في مارس 2011 في اليابان، أغلقت ألمانيا بشكل دائم ثمانية من مفاعلاتها وتعهدت بإغلاق الباقي بحلول عام 2022. صوت الإيطاليون بأغلبية ساحقة لإبقاء بلادهم غير نووية. حظرت سويسرا وإسبانيا بناء مفاعلات جديدة. دعا رئيس الوزراء الياباني إلى تخفيض كبير في اعتماد اليابان على الطاقة النووية. وفعل رئيس تايوان الشيء نفسه. لقد همشت المكسيك بناء 10 مفاعلات لصالح تطوير محطات تعمل بالغاز الطبيعي. تخطط بلجيكا للتخلص التدريجي من محطاتها النووية بحلول عام 2025.
اعتبارًا من عام 2012، لم يكن لدى دول مثل أستراليا والنمسا والدنمارك وإستونيا واليونان وأيرلندا وإيطاليا ولاتفيا وليختنشتاين ولوكسمبورغ ومالطا والبرتغال وإسرائيل وصربيا وماليزيا والنرويج مفاعلات للطاقة النووية، وحافظت هذه الدول على موقفها المعارض للطاقة النووية.

## آسيا

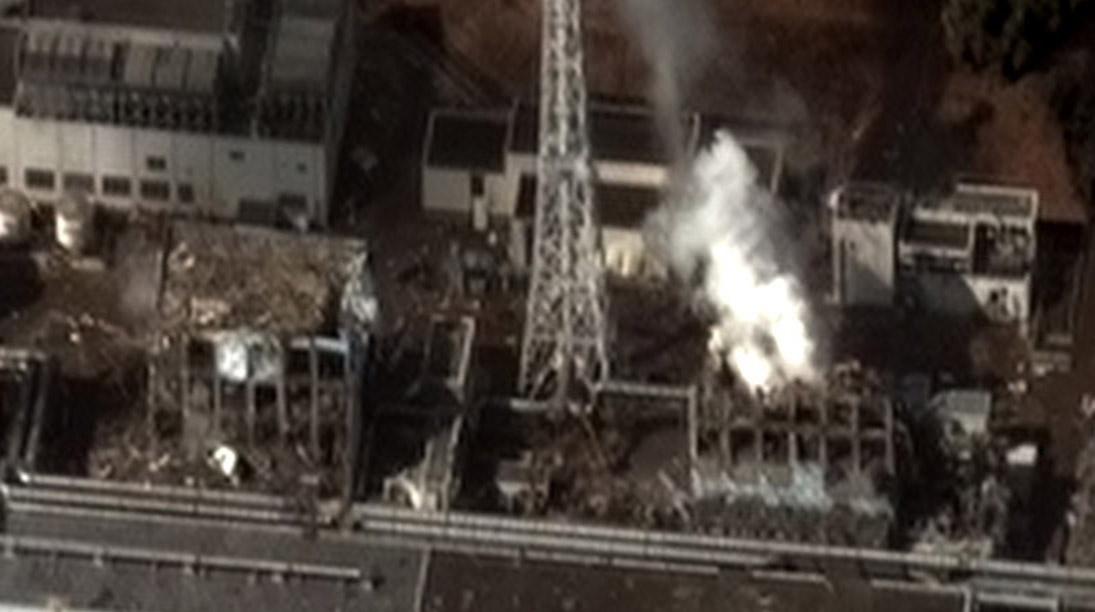
محطة الطاقة النووية فوكوشيما 1 بعد زلزال وتسونامي توهوكو عام 2011

### الصين
اعتبارًا من مارس 2014، تمتلك الصين 20 مفاعلًا فعالًا و28 مفاعلًا قيد الإنشاء. خُطط لإنشاء مفاعلات إضافية توفر 58 جيجاوات من السعة بحلول عام 2020.

### دول الخليج
أعلنت ست دول أعضاء في مجلس التعاون لدول الخليج العربي (الكويت والمملكة العربية السعودية والبحرين والإمارات العربية المتحدة وقطر وعُمان) أن المجلس يُكلف بإجراء دراسة حول الاستخدام السلمي للطاقة النووية. في فبراير 2007، اتفقوا مع الوكالة الدولية للطاقة الذرية على التعاون في دراسة جدوى لبرنامج إقليمي للطاقة النووية وتحلية المياه.
تبنت دولة الإمارات العربية المتحدة السياسة الوطنية للطاقة النووية في يوليو 2008 وقانون الطاقة النووية الوطني في 4 أكتوبر 2009. ووفقًا لوثيقة القانون والسياسة، فقد أنشأت مؤسسة الإمارات للطاقة النووية. صُدق على مذكرات تفاهم بشأن التعاون في الاستخدامات السلمية للطاقة النووية مع فرنسا والولايات المتحدة والمملكة المتحدة. في ديسمبر 2009، قررت الإمارات بناء محطة للطاقة النووية بأربعة مفاعلات APR1400. سيجري تشغيل أول مفاعل طورته شركة كوريا للطاقة الكهربائية في عام 2017. سيقام المصنع في البركة، على بعد 53 كيلومترًا (33 ميلًا) من الرويس.
في 29 مارس 2008، وقعت البحرين على مذكرة تفاهم بشأن الطاقة النووية مع الولايات المتحدة.
في عام 2010 وقعت اللجنة الوطنية الكويتية للطاقة النووية وشركة روس آتوم الروسية مذكرة تفاهم بشأن استخدام الطاقة النووية.

### إيران
في منتصف السبعينيات، بدأت إيران في بناء وحدتين من مفاعلات الماء المضغوط في [بوشهر]، ولكن عُلق المشروع في عام 1979. في عام 1994، وافقت روسيا على استكمال الوحدة 1 من محطة بوشهر للطاقة النووية وكان من المتوقع الانتهاء منها في أواخر عام 2007. وقد كان هناك مخططات لإنشاء مفاعل ثان في بوشهر. وأعلن أيضًا عن بناء محطة جديدة للطاقة النووية في دارخوفين في محافظة خوزستان، حيث كان هناك مصنعان على وشك البناء في السبعينيات. في الوقت الحالي، أفادت إيران أن محطة توليد الكهرباء في بوشهر مازالت فعالة. تخطط إيران لبناء ما لا يقل عن 19 مفاعلًا إضافيًا بقدرة تراكمية تبلغ 20000 ميجاواط بحلول عام 2025، ومن المتوقع أن يجري تشغيل ست مفاعلات على الأقل بحلول عام 2020.

### إسرائيل
لا تمتلك إسرائيل محطات توليد الطاقة النووية، ومع ذلك وفي يناير عام 2007، صرح وزير البنية التحتية والطاقة والمياه الإسرائيلي بنيامين بن أليعازر، إن بلاده يجب أن تفكر في إنتاج الطاقة النووية للأغراض المدنية. نتيجة رد الفعل العالمي على كارثة فوكوشيما دايشي النووية، في 17 مارس 2011، أشار رئيس الوزراء بنيامين نتنياهو إلى أن إسرائيل لن تطور الطاقة النووية.

## اليابان
كانت الطاقة النووية أولوية استراتيجية وطنية في اليابان، ولكن كان هناك قلق بشأن قدرة المحطات النووية اليابانية على تحمل النشاط الزلزالي. أغلقت محطة کاشیوازاکی کاریوا للطاقة النووية تمامًا لمدة 21 شهرًا بعد زلزال عام 2007.
في أعقاب زلزال وتسونامي توهوكو، وفشل أنظمة التبريد في محطة فوكوشيما الأولى للطاقة النووية في 11 مارس 2011، أعلنت حالة الطوارئ النووية. كانت هذه هي المرة الأولى التي تُعلن فيها حالة طوارئ نووية في اليابان، إذ أجلي 140 ألف ساكن على بعد 20 كم من المحطة. إجمالي كمية المواد المشعة المنبعثة غير واضح، إذ أن الأزمة قائمة.
في 6 مايو 2011، أمر رئيس الوزراء ناوتو كان بإغلاق محطة هاماوكا للطاقة النووية حيث من المحتمل أن يضرب زلزال بقوة 8.0 درجات أو أعلى المنطقة خلال الثلاثين عامًا القادمة. أراد كان تجنب تكرار محتمل لكارثة فوكوشيما. في 9 مايو 2011، قررت تشوبو إلكترك الامتثال لطلب الحكومة. دعا كان لاحقًا إلى سياسة طاقة جديدة مع اعتماد أقل على الطاقة النووية.
أدت المشاكل في تثبيت محطة فوكوشيما 1 النووية إلى تعزيز المواقف تجاه الطاقة النووية. اعتبارًا من يونيو 2011، «أبدى أكثر من 80 بالمائة من اليابانيين الآن أنهم مناهضون للأسلحة النووية ولا يثقون في المعلومات الصادرة عن الحكومة والمتعلقة بالإشعاع». تشير استطلاعات الرأي بعد كارثة فوكوشيما إلى أن «ما بين 41 و54 بالمائة من اليابانيين يؤيدون إلغاء أو تقليل عدد محطات الطاقة النووية». تظاهر عشرات الآلاف من الأشخاص في وسط طوكيو في سبتمبر 2011 مرددين «وداعًا للطاقة النووية» ولوحوا باللافتات لمطالبة الحكومة اليابانية بالتخلي عن الطاقة الذرية. اعتبارًا من أكتوبر 2011، جرى تشغيل 11 محطة طاقة نووية فقط. كان هناك نقص في الكهرباء، لكن اليابان نجت من الصيف دون انقطاع التيار الكهربائي الشديد الذي كان متوقعًا. وتقول ورقة بيضاء حول الطاقة، أقرها مجلس الوزراء الياباني في أكتوبر 2011، إن «ثقة الجمهور في سلامة الطاقة النووية قد تضررت كثيرًا» بسبب كارثة فوكوشيما، وتدعو إلى تقليص اعتماد الأمة على الطاقة النووية.

### المملكة العربية السعودية
تأمل المملكة العربية السعودية في بناء 16 مفاعلا لكن ليس لديها أي مفاعل. كلفت المملكة العربية السعودية شركة كهرباء ويستينغهاوس ببناء مفاعلات AP1000.

### سوريا
تخلت سوريا عن خططها لبناء مفاعل VVER-440 بعد حادث تشيرنوبيل. أعيد إحياء خطط البرنامج النووي في بداية العقد الأول من القرن الحادي والعشرين عندما تفاوضت سوريا مع روسيا لبناء منشأة نووية تشمل محطة للطاقة النووية ومحطة ذرية لتحلية مياه البحر.